# Jonas Westergaard

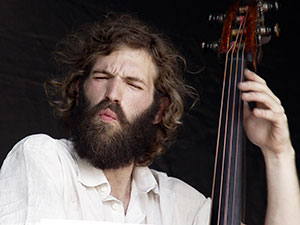
Jonas Westergaard

Jonas Westergaard (Kopenhagen, 6 augustus 1976) is een Deense jazz-contrabassist.

## Biografie
Westergaard studeerde aan het Rytmisk Musikkonservatorium. Sinds de jaren 90 werkt hij in de Deense en Duitse jazz- en geïmproviseerde muziek-scene. Hij heeft onder meer gewerkt met Christopher Dell, Benjamin Koppel, Christian Lillinger, Henrik Walsdorff, Marc Schmolling, in het trio Spoom (met Ronny Graupe en Christian Lillinger), Michael Wollny en de groepen Delirium (o.a. met Mikko Innanen) en Field (met Oliver Steidle, Ronny Graupe en Uli Kempendorff). In de jazz speelde Westergaard tussen 1997 en 2012 mee op 33 opnamesessies, naast de al genoemde musici en bands ook met Jakob Bro, George Garzone, Søren Kjærgaard, Jesper Løvdal, Hans Ulrik, Petter Wettre en Jesper Zeuthen. Hij won in 2006 een prijs van Danmarks Radio. In 2008 nam hij met een nonet het album Helgoland op, met eigen composities.

## Discografie

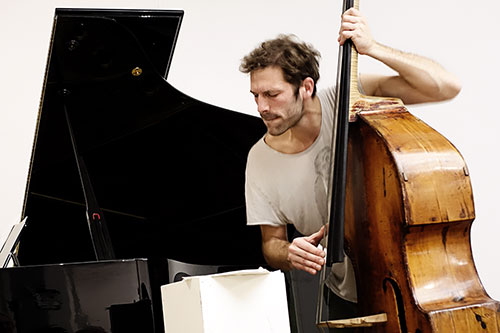
Jonas Westergaard (2014)

- Lake/Tchicai/Osgood/Westergaard (Passin' Through, 2006), met Oliver Lake, John Tchicai, Kresten Osgood
- Daniel Erdmann/Jonas Westergaard/Samuel Rohrer: Sleeping with the Enemy (Jazzwerkstatt, 2007)
- Dell Westergaard Lillinger feat. John Tchicai (Jazzwerkstatt, 2012)
- Henrik Walsdorff Trio (Jazzwerkstatt, 2013)
- Eggs Laid by Tigers: Under The Mile Off Moon (ILK Music, 2012; met Martin Dahl, Peter Bruun)
- Eggs Laid by Tigers: The Red-Eyed Earth (ILK Music, 2012; met Martin Dahl, Peter Bruun)
- Ronny Graupe: The White Belt (Pirouet Records 2016; met Christian Lillinger)